# New Jersey Nets 1995-1996
La stagione 1995-96 dei New Jersey Nets fu la 20ª nella NBA per la franchigia.
I New Jersey Nets arrivarono sesti nella Atlantic Division della Eastern Conference con un record di 30-52, non qualificandosi per i play-off.

## Roster
| N° | Naz.                   | Ruolo | Sportivo        | Anno | Alt. | Peso |
| -- | ---------------------- | ----- | --------------- | ---- | ---- | ---- |
| 1  | Stati Uniti (bandiera) | G     | Chris Childs    | 1967 | 191  | 88   |
| 2  | Stati Uniti (bandiera) | G     | Rex Walters     | 1970 | 193  | 86   |
| 4  | Stati Uniti (bandiera) | AC    | Rick Mahorn     | 1958 | 208  | 109  |
| 6  | Stati Uniti (bandiera) | G     | Khalid Reeves   | 1972 | 191  | 90   |
| 7  | Stati Uniti (bandiera) | G     | Kenny Anderson  | 1970 | 183  | 76   |
| 10 | Stati Uniti (bandiera) | G     | Vern Fleming    | 1962 | 196  | 84   |
| 13 | Stati Uniti (bandiera) | G     | Kendall Gill    | 1968 | 196  | 88   |
| 20 | Stati Uniti (bandiera) | G     | Greg Graham     | 1970 | 193  | 79   |
| 21 | Stati Uniti (bandiera) | G     | Kevin Edwards   | 1965 | 191  | 86   |
| 31 | Stati Uniti (bandiera) | A     | Ed O'Bannon     | 1972 | 203  | 101  |
| 33 | Nigeria (bandiera)     | C     | Yinka Dare      | 1972 | 213  | 120  |
| 34 | Stati Uniti (bandiera) | AC    | Tim Perry       | 1965 | 206  | 91   |
| 35 | Stati Uniti (bandiera) | GA    | Gerald Glass    | 1967 | 196  | 100  |
| 41 | Stati Uniti (bandiera) | C     | Robert Werdann  | 1970 | 211  | 113  |
| 42 | Stati Uniti (bandiera) | AC    | P.J. Brown      | 1969 | 211  | 102  |
| 43 | Stati Uniti (bandiera) | C     | Armon Gilliam   | 1964 | 206  | 104  |
| 45 | Stati Uniti (bandiera) | C     | Shawn Bradley   | 1972 | 229  | 107  |
| 55 | Stati Uniti (bandiera) | AC    | Jayson Williams | 1968 | 206  | 109  |

## Staff tecnico
- Allenatore: Butch Beard
- Vice-allenatori: Stan Albeck, Jerry Eaves, Clifford Ray